# Антоні Бандич
Антоні Бандич (5 січня 1990, Груде) — боснійський футбольний арбітр. Арбітр ФІФА та УЄФА з 2023 року. Судить матчі у Прімер Лізі з 2013 року.

## Суддівська кар'єра
17 серпня 2013 року Бандич провів свій перший матч у національній лізі Боснії. Під час гри між «Олімпік» (Сараєво) — «Младост» (Велика Обарска) (2–1) арбітр сім разів показав жовту картку.
У єврокубках він дебютував під час матчу між ФК «Паневежис» і «Мілсамі» (Оргеєв) у рамках першого кваліфікаційного раунду Ліги конференцій Європи УЄФА, Матч закінчився з рахунком 2–2, а арбітр показав дев'ятьом гравцям жовті картки.
11 жовтня 2023 року він відсудив свій перший матч на рівні національних збірних, коли Ісландія зіграла внічию з Уельсом (2–2) завдяки голам Бреннана Джонсона та Гаррі Вілсона, а також голам Логі Томассона та Денні Уорда (автогол). Під час цього матчу Бандич показав жовті картки сімом гравцям.